# Lepisiota curta
Lepisiota curta är en myrart som först beskrevs av Carlo Emery 1897.  Lepisiota curta ingår i släktet Lepisiota och familjen myror. Inga underarter finns listade i Catalogue of Life.